# Macrothemis flavescens
Macrothemis flavescens är en trollsländeart som först beskrevs av Kirby 1897.  Macrothemis flavescens ingår i släktet Macrothemis och familjen segeltrollsländor. IUCN kategoriserar arten globalt som livskraftig. Inga underarter finns listade i Catalogue of Life.